# Desmond Abbott
Desmond 'Des' Abbott (n. 10 de enero de 1986 en Darwin) es un jugador de hockey mediocampista-delantero del Territorio del Norte. Es miembro de la Selección masculina de hockey sobre hierba de Australia, en la que debutó el 28 de enero del 2007. Ganó la medalla de oro de Champions Trophy en 2008, 2009 y 2010, y una medalla de oro en los Juegos de la Mancomunidad de 2010. También ganó una medalla de bronce en los Juegos Olímpicos de Pekín 2008. Por otra parte, trató de participar en los Juegos Olímpicos de Londres 2012 pero no pudo debido a una lesión en la rodilla.

## Vida personal
Abbot nació el 10 de enero en Darwin, Territorio del Norte, y es un nativo australiano. Su primer nombre es Desmond pero es comúnmente llamado Des. Uno de sus pasatiempoes es jugar futbol australiano. Trabaja para una compañía de agua. Su tío Joe Daby, es uno de los mejores jugadores de Hockey sobre hierba del Territorio del Norte.

## Hockey sobre hierba
Abbott juega mediocampista y delantero. Cuando juega para el equipo nacional, viste una camiseta con el número 32. Juega Hockey sobre hierba para los Aquinas Reds. También juega para los NT Stingers en la Australian Hockey League, en donde viste una camistea con el número 17. Él jugó en junio del 2010 para los NT Stingers en un partido contra los Western Australia, dicho partido lo ganaron los Western 4-1. El único gol fue anotado por él.  En enero del 2005, fue miembro del equipo nacional U21 de Australia y jugó 5 juegos de prueba contra Malasia en Brisbane. Él fue uno de los cuatro jugadores base en el equipo de Darwin, Northern Territory. En junio de 2005, fue uno de los cinco jugadores representantes del Territorio del Norte de Australia en el equipo U21 durante la Copa del Mundo. En 2009, jugó Hockey profesional en Holanda .

### Selección nacional
Abbott obtuvo su primera convocatoria con la selección mayor el 28 de enero del 2007 durante la serie Holandesa en Canberra. En enero de 2008, fue miembro de la selección nacional que compitió en el torneo varonil de hockey de las Cinco Naciones en Sudáfrica. Él ganó el Champions Trophy en 2008, 2009 y 2010. Él era miembro del equipo ganador del Champions Trophy 2009, jugando en el partido por la medalla de oro contra Alemania que Australia ganó por un marcador de 5-3.  Fue miembro del equipo australiano que se llevó a casa el oro en los Juegos de la Mancomunidad de 2010 y en la 2010 World Cup.
Abbott compitió en los Juegos Olímpicos de Pekín 2008 en donde ganó una medalla de bronce. En el primer juego de Australia en los Juegos del 2008 anotó tres goles contra Canadá. Fue el primer nativo australiano en representar a Australia en los Juegos de hockey sobre césped varonil. Anotó un gol en el partido por la medalla de bronce contra Holanda, en el que Australia resultó vencedora con un marcador de 6-1. El nuevo entrenador del equipo nacional, Ric Charlesworth, lo volvió a llamar al equipo, junto con otros catorce jugadores que tenían poco menos de 10 convocatorias en el equipo nacional en abril de 2009 con el objetivo de preparar el equipo para los Juegos de la Mancomunidad de 2010. Él no compitió por la Copa de Azlan Shah en Malaysia en mayo de 2011 porque estaba lesionado.  En diciembre de 2011, fue nombrado como uno de veintiocho jugadores para participar en los Juegos Olímpicos de Londres 2012.  Este equipo se redujo en junio de 2012. Sin embargo, entrenó con el equipo desde el 18 de enero hasta a mediados de marzo en Perth, Western Australia.  Él era uno de los dos jugadores del Territorio del Norte llamado a la selección. En febrero, durante el campamento de entrenamiento, se desempeñó en una serie de juegos de prueba de cuatro naciones con los siguientes equipos: Kookaburras, Australiaa Selección A, Holanda y Argentina. Faltó a una parte del entrenamiento debido a una lesión en el quadricep.

## Reconocimientos
En 2009, fue nominado para el Qantas NT Sportperson del Año. Fue nominado como el mejor jugador joven de la Federación Internacional de Hockey 2008, donde terminó segundo.